# 득점 (축구)

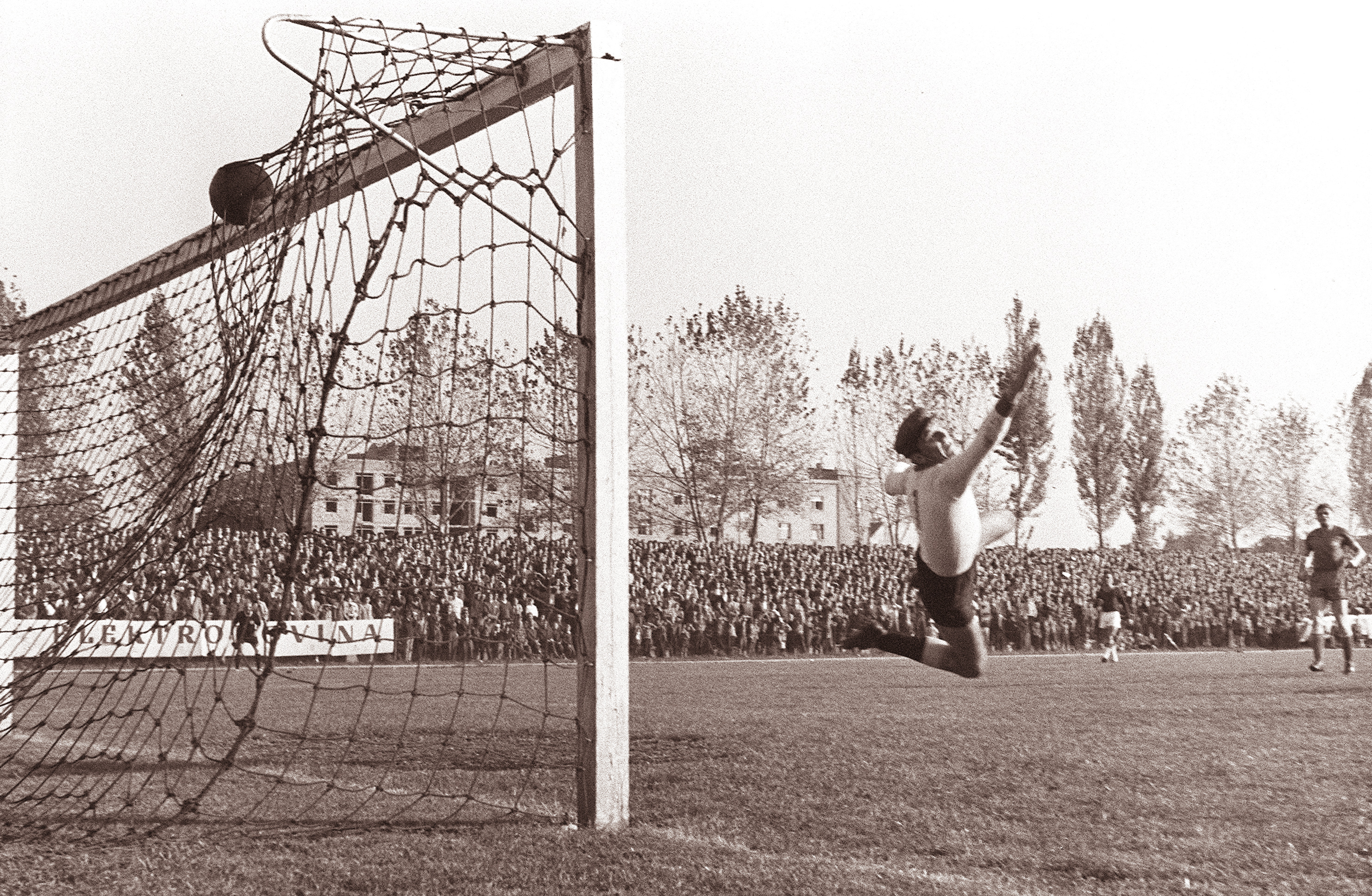
득점 장면

## 골의 종류
축구에서 골의 종류 중 사전적인 의미를 가지고 있는 것은 없지만 통상적으로 쓰이는 골의 종류는 다음과 같다.
- 선취골- 경기 중 가장 처음으로 들어간 골을 뜻한다. 결승골로 이어지기도 한다.
- 추가골- 1점차 이상으로 이기고 있는 상황에서 추가적으로 들어간 골을 추가골이라 한다.
- 자책골- 실수로 자신의 팀 진영의 골대로 골을 넣는 것을 뜻한다. 자책골을 넣어 조국의 팬에게 총에 맞아 죽은 선수도 있다. 이러한 무게감 때문에 '자살골'이라고도 한다.
- 만회골- 팀이 2점차 이상으로 뒤지고 있을 때 들어간 골을 뜻한다. 만회골은 동점골을 넣는 발판이 되기도 한다.
- 동점골- 팀이 1점차로 뒤지고 있을 때 넣은 골을 뜻한다. 보통 동점골을 넣은 팀의 사기는 올라가고 내준 팀의 사기는 떨어져 역전골 또는 결승골의 발판이 되기도 한다.
- 역전골- 팀이 뒤지고 있다가 만회골 또는 동점골을 넣은 뒤 기세를 몰아 형세를 뒤집는 골이 들어갔을 경우 이를 역전골이라 한다. 대부분 결승골로 이어진다.
- 결승골- 동점인 상황에서 승부를 결정짓는 선취골 또는 역전골, 2-0, 3-0 등으로 앞서다 상대팀의 추격골이 터지면서 2-1, 3-2가 되었을 경우 2번째와 3번째 골처럼 최종적으로 승부를 결정짓는 골
- 골든골- 두 팀이 연장전에 들어갔을 때 어느 한 팀이 골을 넣으면 경기가 종료되는 제도 또는 골을 의미한다. 현재 골든골은 공식적으로 축구 규칙에서 사라졌다.